# Campeonato Mundial de Snooker
O Campeonato Mundial de Snooker (em inglês:  World Snooker Championship) é uma competição de snooker profissional. É a prova mais antiga e prestigiada da categoria, e também a mais rica, com prémios no valor total de 2 395 000 libras esterlinas em 2023, sendo de 500 mil libras esterlinas o valor atribuído ao vencedor. Realizado pela primeira vez em 1927, é atualmente realizado no Crucible Theatre em Sheffield, Inglaterra, e um dos três torneios (junto com o Campeonato Britânico e o Masters) que compõem a Tríplice Coroa do snooker. A prova reúne os 16 melhores classificados do ranking mundial e 16 outros oriundos da fase de qualificação. O atual campeão mundial é Kyren Wilson, que venceu a edição de 2024.
O inglês Joe Davis dominou o torneio nas duas primeiras décadas, vencendo os 15 primeiros campeonatos mundiais antes de se aposentar invicto após sua vitória na final de 1946. O troféu do Campeonato Mundial foi adquirido por Davis em 1926 por 19 libras esterlinas e continua em uso até hoje. A competição não foi realizada entre 1941 e 1945 devido à Segunda Guerra Mundial, e entre 1952 e 1963 devido a uma contenda entre a Professional Billiards Players' Association (PBPA) e a Billiards Association and Control Council (BACC). A PBPA realizou seu próprio campeonato (não oficial), o World Professional Match-play Championship, entre 1952 e 1957. O campeonato oficial foi retomado no formato de desafio em 1964.
O Campeonato Mundial de Snooker voltou ao formato de torneio "mata-mata" em 1969, dando início ao que hoje é conhecido como a era moderna do snooker. Acontece anualmente desde então, com todos os campeonatos desde 1977 sendo realizados no Crucible Theatre em Sheffield, Inglaterra. Sob um formato que permaneceu praticamente inalterado desde 1982, 32 jogadores chegam ao Crucible a cada ano; os 16 melhores jogadores do ranking mundial se classificam automaticamente, enquanto outros 16 jogadores conquistam vagas por meio de um torneio de qualificação. Apenas três jogadores oriundos da qualificação já venceram o torneio: o norte-irlandês Alex Higgins em 1972, o galês Terry Griffiths em 1979 e o inglês Shaun Murphy em 2005.
O escocês Stephen Hendry e o inglês Ronnie O'Sullivan detêm o recorde em conjunto de sete títulos mundiais cada um na era moderna. O galês Ray Reardon e o inglês Steve Davis, ambos, ganharam seis títulos; o escocês John Higgins e o inglês Mark Selby quatro; o inglês John Spencer e o galês Mark Williams três; e o norte-irlandês Alex Higgins dois. O campeão mais jovem da história do torneio é Hendry, que conquistou seu primeiro título em 1990, aos 21 anos e 106 dias. O'Sullivan se tornou o campeão mais velho em 2022, conquistando seu sétimo título aos 46 anos e 148 dias, superando Ray Reardon, que tinha 45 anos em 1978. Steve Davis e O'Sullivan detêm juntos o recorde de mais aparições no Crucible, com 30 cada, embora O'Sullivan tenha feito o maior número de aparições consecutivas, tendo participado do torneio todos os anos entre 1993 e 2022. Doze breaks máximos foram feitas na história do torneio, o canadês Cliff Thorburn foi o autor do primeiro, alcançado em 1983. Um recorde de 109 century breaks foram feitos no Crucible em 2022.

## História
O primeiro campeonato mundial organizou-se em 1927 graças a Joe Davis. Os jogos realizaram-se no Reino Unido com a final em 39 partidas no máximo em Birmingham. O campeonato foi ganho por Davis, por 20 jogos contra 11 de Tom Dennis. O melhor break foi de 60 pontos por Albert Cope. De 1928 a 1940 Davis venceu todos os campeonatos até à Segunda Guerra Mundial. Retomado o torneio em 1946, Davis ganha pela 15.ª e última vez o campeonato. Davis saiu de cena em relação ao campeonato do mundo em 1946, mas continuou a jogar como jogador profissional.
Em 1947 o evento foi ganho por Walter Donaldson mas em 1948, 1949 e 1951 foi Fred Davis, irmão de Joe, que venceu o campeonato.
Entre 1953 e 1963 não houve campeonato, e em 1964 uma partida entre dois jogadores foi organizada. Entre 1964 e 1968 Pullman defendeu o seu título todos os anos, mas não se fazia um torneio, apenas uma partida individual. Em 1969 os organizadores optaram por um torneio em vez de uma só partida. John Spencer venceu o torneio de 1969, seguindo-se 6 vitórias em 9 anos, por Ray Reardon, entre 1970 e 1978. Durante a década de 1980 foi Steve Davis quem dominou o campeonato, com seis vitórias entre 1981 e 1989. Ficou em segundo em 1985. A partir de 1990, Stephen Hendry dominou o torneio. Em relação ao título em 1990 foi consagrado como o mais jovem campeão do mundo (21 anos), seguindo-se 5 vitórias entre 1992 e 1996, ou seja 29 partidas seguidas sem derrota, assim cumprindo 4 campeonatos de seguida até 1997 antes de perder a final para Ken Doherty. Em 1999 obteve o 7º título para ultrapassar Ray Reardon e Steve Davis, e só Joe Davis tem mais títulos que Hendry.
Desde 2000, quatro jogadores conseguiram o título mais do que uma só vez: Mark J. Williams, Ronnie O'Sullivan, John Higgins e Mark Selby.

## Recordes e estatísticas
- Joe Davis detém o recorde do maior número de campeonatos: 15.
- O primeiro break máximo foi obtido por Cliff Thorburn em 1983. Ronnie O'Sullivan (1997, 2003, 2008) e Stephen Hendry (1995, 2009, 2012) são os únicos jogadores a conseguir o feito mais que uma vez. Jimmy White (1992), Mark J. Williams (2005), Ali Carter (2008), John Higgins (2020) e Mark Selby (2023) são os únicos a conseguir breaks máximos que foram transmitidos pela televisão.
- O break máximo de O'Sullivan, em 1997, demorou 5m 20s, o mais rápido de sempre em torneios profissionais.
- Só cinco vencedores não têm origem britânica: Horace Lindrum (Austrália), Cliff Thorburn (Canadá), Ken Doherty (Irlanda), Neil Robertson (Austrália) e Luca Brecel (Bélgica).
- O mais jovem campeão é Stephen Hendry: tinha 21 anos e 106 dias em 1991.
- O mais jovem a participar foi o belga Luca Brecel, que no seu primeiro jogo na fase final em 2012 tinha 17 anos e 35 dias. Foi também ele o mais novo a conseguir uma tacada de 100 ou mais pontos (conseguiu 116).
- O único a perder uma partida sem ganhar um só jogo é Eddie Charlton, que perdeu 10-0 contra John Parrot em 1992.
- Fergal O'Brien é o único a conseguir uma tacada de 100 ou mais pontos (break de 100 pontos) no seu primeiro jogo no Crucible, o que aconteceu em 1994.
- O mais longo frame (jogo) no Crucible demorou 76m11s, jogado entre Mark Selby e Marco Fu nas meias-finais, em 2016.
- Ken Doherty é o único jogador a ter sido campeão mundial de juniores, de amadores e de profissionais.
- Stephen Hendry tem o título de mais longa sequência de partidas ganhas no Crucible Theatre. Venceu os campeonatos de 1992 a 1996, e continuou as vitórias até à final de 1997.
- Desde que o torneio é realizado no Crucible Theatre, só quatro jogadores conseguiram defender o seu título com êxito: Steve Davis em 1984, 1988 e 1989, Stephen Hendry de 1993 a 1996, Ronnie O'Sullivan em 2013 e Mark Selby em 2017. Nenhum jogador conseguiu defender o seu primeiro título no Crucible, algo que é conhecido como "Maldição do Crucible".

## Edições

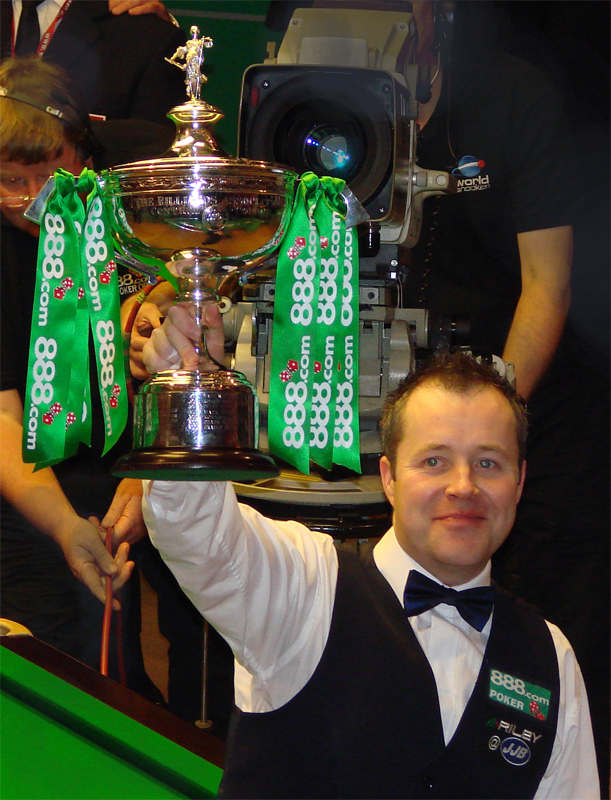
John Higgins, vencedor do torneio em 1998, 2007, 2009 e 2011.

### Finalistas do Campeonato Mundial
Desde sua criação em 1927, o campeonato mundial de snooker foi dominado por Joe Davis, que venceu os 15 primeiros torneios antes de se aposentar invicto em 1946. Em 1952, uma disputa entre a BACC e a PBPA levou à formação de um torneio paralelo, o World Professional Match-play Championship, cujos vencedores são geralmente reconhecidos como campeões mundiais. Nenhum campeonato foi realizado entre 1957 e 1964.
Considera-se que a "era moderna" começou em 1969, quando o campeonato voltou ao formato de torneio eliminatório a partir de um formato de desafio. Desde então, o melhor recorde é de sete vitórias, de Stephen Hendry (1990–1999) e Ronnie O'Sullivan (2001–2022). Ray Reardon venceu seis vezes na década de 1970, enquanto Steve Davis venceu seis vezes na década de 1980.
| Nome | País             | Campeão | 2º lugar | Finais | Semifinais ou melhor |
| --- | ---------------- | ------- | -------- | ------ | -------------------- |
| Joe Davis | Inglaterra       | 15      | 0        | 15     | 15                   |
| Fred Davis | Inglaterra       | 8       | 6        | 14     | 20                   |
| John Pulman | Inglaterra       | 8       | 3        | 11     | 16                   |
| Stephen Hendry | Escócia          | 7       | 2        | 9      | 12                   |
| Ronnie O'Sullivan | Inglaterra       | 7       | 1        | 8      | 13                   |
| Steve Davis | Inglaterra       | 6       | 2        | 8      | 11                   |
| Ray Reardon | País de Gales    | 6       | 1        | 7      | 10                   |
| John Higgins | Escócia          | 4       | 4        | 8      | 11                   |
| Mark Selby | Inglaterra       | 4       | 2        | 6      | 8                    |
| Mark Williams | País de Gales    | 3       | 1        | 4      | 7                    |
| John Spencer | Inglaterra       | 3       | 1        | 4      | 6                    |
| Walter Donaldson | Escócia          | 2       | 5        | 7      | 10                   |
| Alex Higgins | Irlanda do Norte | 2       | 2        | 4      | 7                    |
| Horace Lindrum | Austrália        | 1       | 3        | 4      | 6                    |
| Shaun Murphy | Inglaterra       | 1       | 3        | 4      | 5                    |
| Cliff Thorburn | Canadá           | 1       | 2        | 3      | 6                    |
| Judd Trump | Inglaterra       | 1       | 2        | 3      | 5                    |
| Peter Ebdon | Inglaterra       | 1       | 2        | 3      | 4                    |
| Graeme Dott | Escócia          | 1       | 2        | 3      | 3                    |
| Ken Doherty | Irlanda          | 1       | 2        | 3      | 3                    |
| Dennis Taylor | Irlanda do Norte | 1       | 1        | 2      | 5                    |
| Kyren Wilson | Inglaterra       | 1       | 1        | 2      | 4                    |
| John Parrott | Inglaterra       | 1       | 1        | 2      | 3                    |
| Terry Griffiths | País de Gales    | 1       | 1        | 2      | 3                    |
| Joe Johnson | Inglaterra       | 1       | 1        | 2      | 2                    |
| Luca Brecel | Bélgica          | 1       | 0        | 1      | 6                    |
| Stuart Bingham | Inglaterra       | 1       | 0        | 1      | 3                    |
| Neil Robertson | Austrália        | 1       | 0        | 1      | 3                    |
| Jimmy White | Inglaterra       | 0       | 6        | 6      | 10                   |
| Tom Dennis | Inglaterra       | 0       | 4        | 4      | 6                    |
| Eddie Charlton | Austrália        | 0       | 2        | 2      | 8                    |
| Matthew Stevens | País de Gales    | 0       | 2        | 2      | 6                    |
| Sidney Smith | Inglaterra       | 0       | 2        | 2      | 6                    |
| Willie Smith | Inglaterra       | 0       | 2        | 2      | 4                    |
| Ali Carter | Inglaterra       | 0       | 2        | 2      | 3                    |
| Clark McConachy | Nova Zelândia    | 0       | 2        | 2      | 3                    |
| Barry Hawkins | Inglaterra       | 0       | 1        | 1      | 5                    |
| Jackie Rea | Irlanda do Norte | 0       | 1        | 1      | 4                    |
| Ding Junhui | China            | 0       | 1        | 1      | 3                    |
| Tom Newman | Inglaterra       | 0       | 1        | 1      | 3                    |
| Nigel Bond | Inglaterra       | 0       | 1        | 1      | 2                    |
| Perrie Mans | África do Sul    | 0       | 1        | 1      | 2                    |
| Gary Owen | País de Gales    | 0       | 1        | 1      | 2                    |
| Fred Lawrence | Inglaterra       | 0       | 1        | 1      | 2                    |
| Jak Jones | País de Gales    | 0       | 1        | 1      | 1                    |
| Doug Mountjoy | País de Gales    | 0       | 1        | 1      | 1                    |
| Graham Miles | Inglaterra       | 0       | 1        | 1      | 1                    |
| Warren Simpson | Austrália        | 0       | 1        | 1      | 1                    |
| - Jogadores em atividade são mostrados em negrito. - Apenas os jogadores que chegaram à final estão incluídos. - No caso de registos idênticos, os jogadores são classificados em ordem alfabética pelo sobrenome. |                  |         |          |        |                      |

## Patrocínio
Com exceção de dois campeonatos disputados na Austrália, todos os campeonatos de 1969 a 2005 foram patrocinados por empresas do setor de cigarros. Em 1969 e 1970 o campeonato foi patrocinado por John Player sob o selo Player's No.6. O Gallaher Group patrocinou sob o selo Park Drive de 1972 a 1974, enquanto de 1976 a 2005 a Imperial Tobacco patrocinou sob o selo Embassy. A legislação de 2003 impôs restrições à publicidade do cigarro, incluindo o patrocínio de eventos esportivos. A Embassy recebeu dispensa especial para continuar patrocinando o snooker até 2005.
De 2006 a 2022, todos os campeonatos foram patrocinados por casas de apostas. Em 2006, a 888.com assumiu o patrocínio do evento em um contrato de cinco anos, mas desistiu após apenas três anos. a Betfred.com foi a patrocinadora de 2009 a 2012, seguida pela Betfair em 2013, Dafabet em 2014, e Betfred novamente de 2015 a 2022.
A varejista de carros online Cazoo assinou um contrato de vários anos para patrocinar o torneio a partir de 2023.